# Achudemia japonica
Achudemia japonica là loài thực vật có hoa trong họ Tầm ma. Loài này được Maxim. mô tả khoa học đầu tiên năm 1877.